# Kazuaki Saso
Kazuaki Saso (佐相 壱明 Sasō Kazuaki?, nacido el 16 de junio de 1999 en Machida, Tokio) es un futbolista japonés que se desempeña como delantero.

## Trayectoria

### Clubes
| Club         | País  | Año    |
| ------------ | ----- | ------ |
| Omiya Ardija | Japón | 2018 - |

## Estadística de carrera

### J. League
| Club         | Año   | J. League | J. League | Copa J. League | Copa J. League | Total | Total |
| Club         | Año   | Part.     | Goles     | Part.          | Goles          | Part. | Goles |
| ------------ | ----- | --------- | --------- | -------------- | -------------- | ----- | ----- |
| Omiya Ardija | 2018  | 1         | 0         | -              | -              | 1     | 0     |
| Total        | Total | 1         | 0         | 0              | 0              | 1     | 0     |